# 김혜경 (성우)
김혜경(1961년 7월 25일 ~ )은 대한민국의 성우이다. 1982년 KBS 17기 공채 성우로 입사하여 활동하다가, 이듬해 1983년 MBC에 재입사했으며, 현재는 MBC 9기이다. 문화방송 성우극회 소속.

## 출연 작품

### 애니메이션
- 공룡시대 (SBS)
- 마르코 폴로의 모험 (MBC)
- 마법소녀 리나 (SBS) - 실피르 넬스 라다
- 못 말리는 아이들 (MBC)
- 사랑의 천사 웨딩피치 (SBS) - 노크튠
- 소공녀 세디 (MBC)
- 알프스의 메아리 (MBC)
- 오리대장 꽉꽉 (SBS) - 올리에
- 요기의 대탈출 (MBC)
- 요술소녀 (MBC) - 엠마
- 요술천사 피치 (MBC) - 피치
- 용감한 죠리 (MBC)
- 은하수비대 (SBS)
- 은하철도 999 (MBC)
- 타이의 대모험 (SBS) - 레오나
- 핑크 팬더 (MBC)

### 영화
- 800 블렛 (SBS) - 산드라(요이마 발데스)
- 거북이도 난다 (SBS) - 마을 사람
- 글로리아 (SBS)
- 내 사랑 악마 (MBC)
- 내 생애 최고의 데이트 (SBS) - 마트 고객(웬디 워싱턴)
- 더 퀸 (MBC)
- 덤 앤 더머 (SBS) - 베스 조던 (빅토리아 로웰)
- 데스 워시 4 (SBS)
- 돌아온 링고 (MBC) - 할리(로렐라 데 루카)
- 동방불패 (MBC) - 남봉황 (원길영)
- 드리븐 (SBS)
- 라이징 선 (MBC)
- 리썰 웨폰 4 (SBS) - 머터프의 큰 딸(트레이시 울피)
- 리틀 킹 (MBC)
- 마이티 (SBS)
- 마지막 보이스카웃 (SBS) - 흑인 꼬마(벤자빈 에이지)
- 미스틱 리버 (SBS) - 로렌 디바인(토리 데이비스)
- 바람과 함께 사라지다 (SBS)
- 사랑할 때 버려야 할 아까운 것들 (SBS) - 해리의 여친(타이르네 무그루지)
- 사무라이 픽션 (MBC)
- 세 가지 색 레드 (SBS)
- 세컨드 와이프 (SBS)
- 세컨핸드 라이온스 (MBC) - 메이 (카이라 세즈윅)
- 소피아 로렌의 아름다운 인생 (SBS)
- 시네마 천국 (SBS) - 토토의 동생(로버타 레나)
- 신 정무문 2 (SBS) - 주주의 숙모(오완의)
- 죽음의 표적 (SBS) - 레즐리(조안나 파큘라)
- 신영웅본색 (SBS)
- 야연 (SBS) - 시녀(장건)
- 어니스트 슬램덩크 (MBC)
- 어머니 나를 다시 사랑해 주세요 (MBC)
- 여인의 초상 (KBS) - 길거리 여성(아이리스 애드리언)
- 영웅본색 (SBS) - 직원(마한원)
- 에버 애프터 (MBC)
- 에쥬케이터 (SBS)
- 연애사진 (SBS)
- 연인 (MBC)
- 왓 라이즈 비니스 (SBS)
- 위대한 사랑 (SBS)
- 유니버셜 솔져 (SBS)
- 인형의 집으로 오세요 (MBC)
- 자칼 (SBS)
- 책상 서랍 속의 동화 (MBC)
- 첨밀밀 (SBS) - 개란(미셸 가브리엘)
- 축복의 조건 (SBS)
- 키스 더 걸 (MBC)
- 프릭스 (SBS)
- 피고인 (MBC) - 캐서린 머피 (켈리 맥길리스)
- 홍콩 미스터리 (MBC)

### 외화
- 스페셜 유닛 (MBC)
- 지오레인저 (SBS)
- CSI 뉴욕 (MBC) - 로라 베일리스 (줄리아 로즈)

### 인터넷
- 천애 (옛날방송국) - 연정

### 라디오
- 격동 50년 (MBC) - 박근혜

## 참고 자료
- 한국방송 성우극회
- 문화방송 성우극회
- 문화방송 성우극회 김혜경 블로그[깨진 링크(과거 내용 찾기)]